# Polyommatus wazira
Polyommatus wazira är en fjärilsart som beskrevs av Evans 1932. Polyommatus wazira ingår i släktet Polyommatus och familjen juvelvingar. Inga underarter finns listade i Catalogue of Life.